# Takamasa Yoshizaka

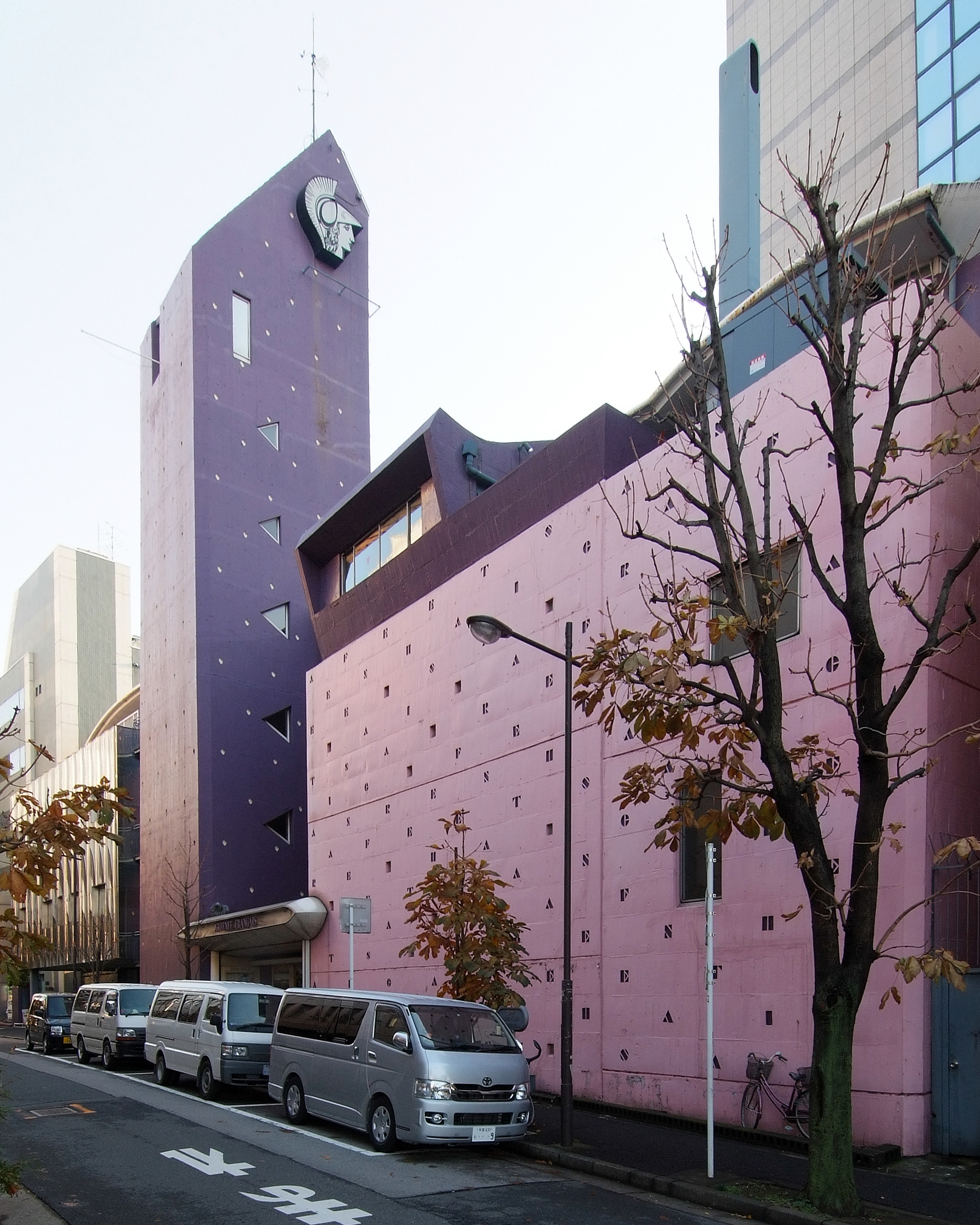
Athénée Français

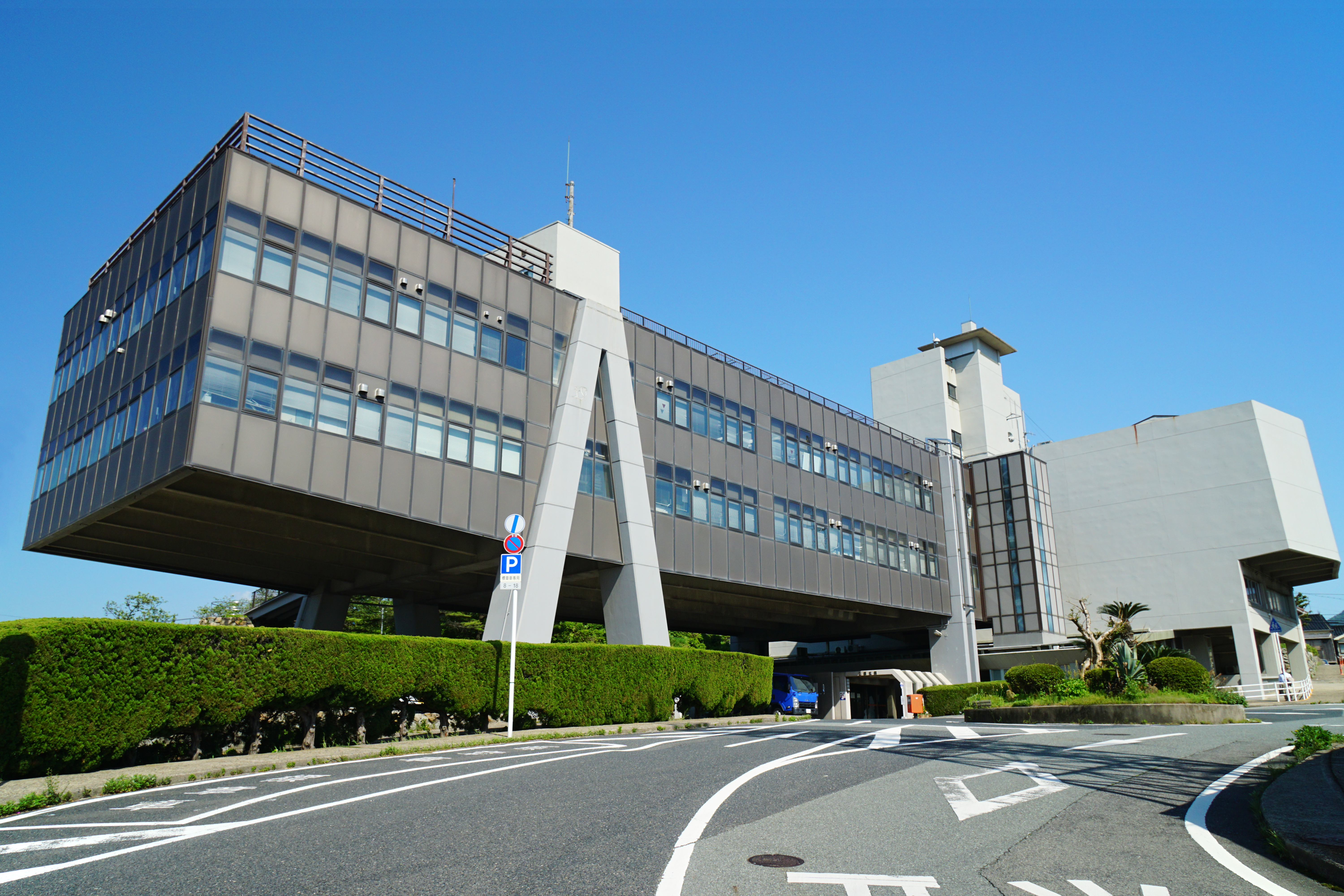
Rathaus von Gōtsu

Takamasa Yoshizaka (japanisch 吉阪 隆正, Yoshizaka Takamasa; geboren 13. Februar 1917 in Tokio; gestorben 17. Dezember 1980) war ein japanischer Architekt der Shōwa-Zeit.

## Leben und Werk
Takamasa Yoshizaka machte 1941 seinen Abschluss am Department für Architektur der Waseda-Universität. 1950 ging er nach Europa, wo er sich unter Le Corbusier weiterbildete und seinen eigenen Stil entwickelte, der weder westlich noch rein japanisch war.
Für die Biennale Venedig 1955 entwarf Yoshizaka den japanischen Pavillon, einen schlichten Quader auf Stelzen. Für sein eigenes Haus 1954 und für die Villa Coucou (ヴィラ・クゥクゥ) 1956 nutzte er die plastische Natur von Beton aus, um den Charakter des Eigentümers zum Ausdruck zu bringen. Das französische Kulturinstitut Athénée Français in Tōkyō aus dem Jahr 1968 wurde als ein Werk angesehen, das sowohl menschlich-hässliche, als auch schöne Seiten zum Ausdruck bringt. Auch weitere Werke zeigen Antirationalismus und prophetische Kraft.
Yoshizaka war in ganz Japan aktiv, hatte aber einen Schwerpunkt in der Präfektur Toyama, wo er beispielsweise 1969 die Kurosawaike-Hütte (黒沢池ヒュッテ) baute, vielleicht, weil er begeisterter Bergsteiger war. Zu seinen Werken gehören auch das Seminargebäude (大学セミナー・ハウス) 1965 in Hachiōji (Präfektur Tōkyō) und das Hakone International Tour Center 1970. Als Le Corbusier-Schüler war er am Bau des Nationalmuseums für westliche Kunst beteiligt. – 1960 wurde er mit dem Ordre des Arts et des Lettres ausgezeichnet.